# Pomacanthus rhomboides
Espèce
Statut de conservation UICN

 LC  : Préoccupation mineure
Pomacanthus rhomboides est une espèce de poissons appartenant à la famille des Pomacanthidae.
Il vit dans l'ouest de l'océan Indien, le long des côtes africaines du Mozambique à l'Afrique du Sud. Il fréquente principalement des fonds rocheux entre 5 et 30 m de profondeur.

## Galerie

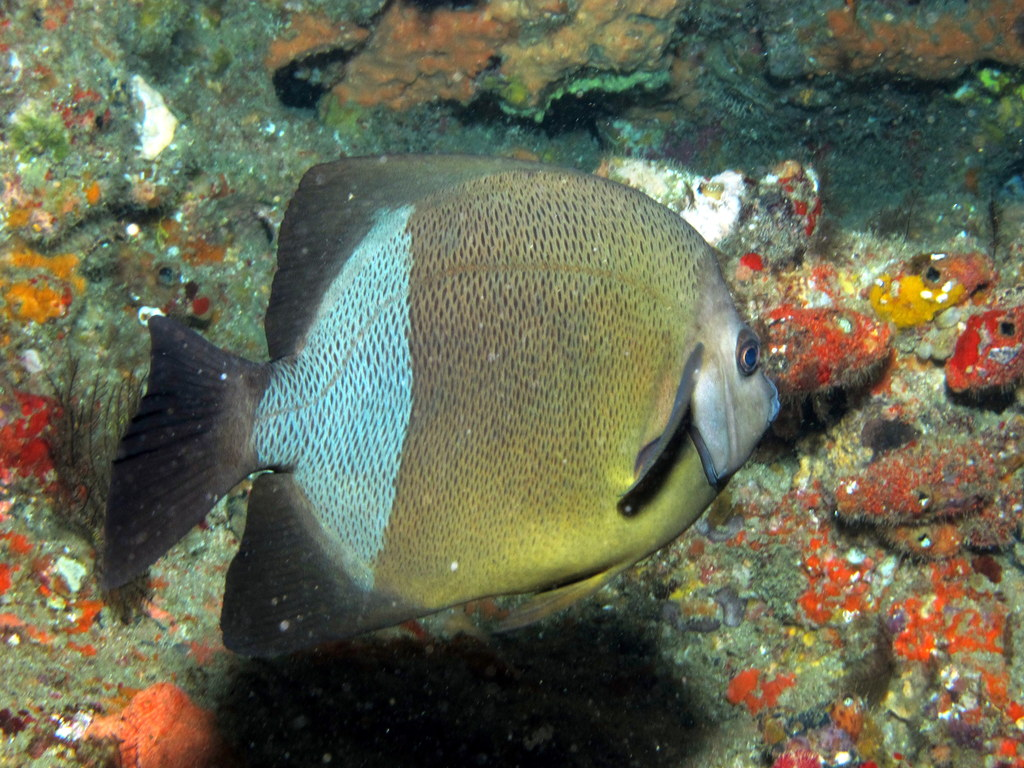
Adulte
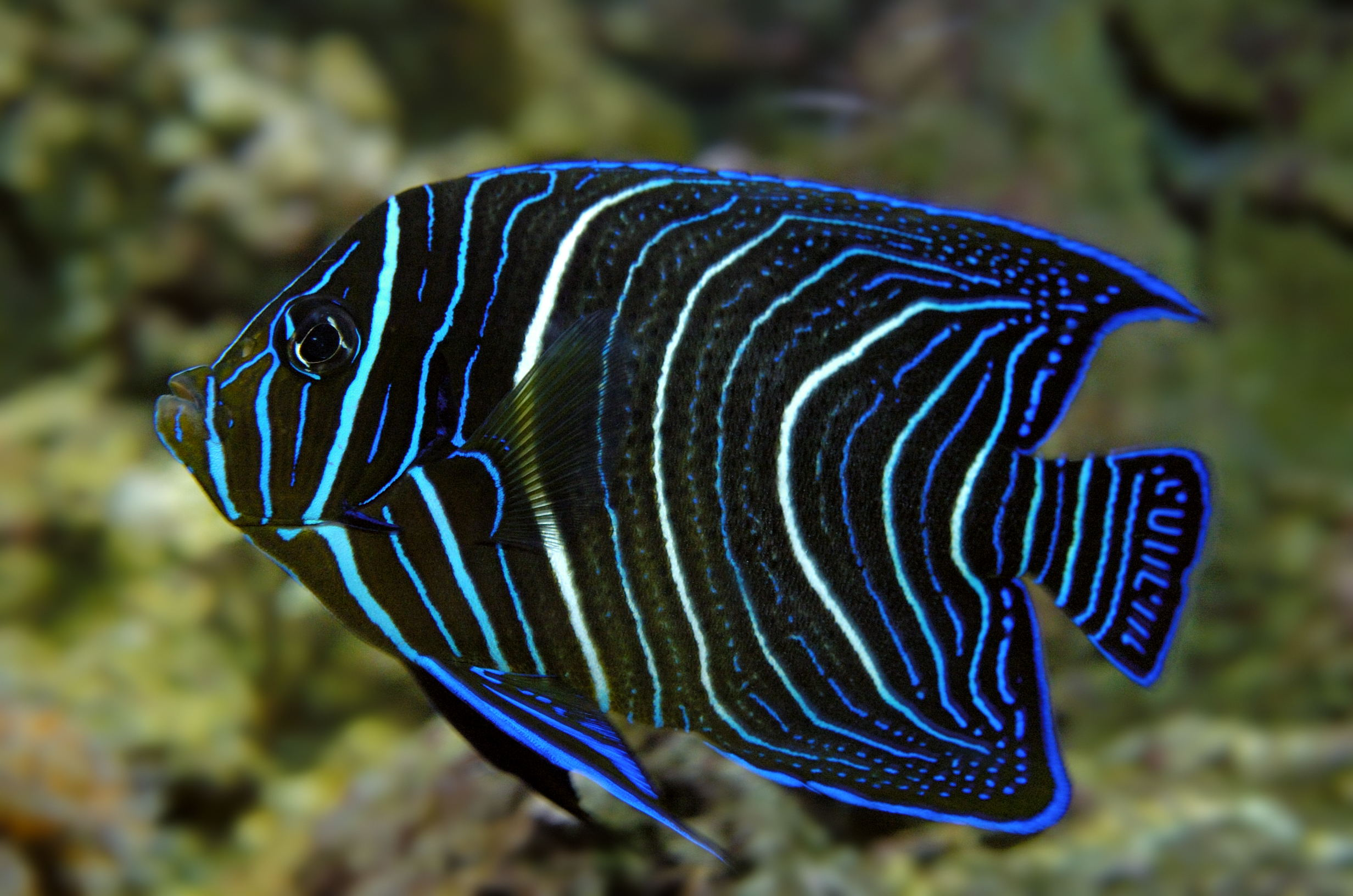
Juvenile